# All for Old Ireland
All for Old Ireland er en amerikansk stumfilm fra 1915 af Sidney Olcott.

## Medvirkende
- Valentine Grant som Nora Doyle
- Sidney Olcott som Con Daly
- Laurene Santley som Mrs Doyle
- Pat O'Malley som Myles Murphy
- Arthur G. Lee som Reid